# Gare de Veszprémvarsány
La gare de Veszprémvarsány (en hongrois : Veszprémvarsány vasútállomás) est une gare ferroviaire hongroise de la ligne 11 de Győr à Veszprém, située sur le territoire de la Localité de Veszprémvarsány dans le comitat Győr-Moson-Sopron.
C'est une halte voyageurs de la Magyar Államvasutak (MÁV) desservie par des trains locaux.

## Situation ferroviaire
Établie à 171 mètres d'altitude, la gare de bifurcation de Veszprémvarsány est située au point kilométrique (PK) 34 de la ligne 11 de Győr à Veszprém, entre les gares de Bakonypéterd et de Bakonygyirót. Elle est également située au PK 58 de la ligne de Tatabánya à Pápa (fermée au service des voyageurs), entre les gares ouvertes de Kisbér et de Pápa.

## Service des voyageurs

### Accueil
Halte MÁV, c'est un point d'arrêt non géré (PANG) à accès libre.

### Desserte
Veszprémvarsány est desservie par des trains omnibus de la ligne 11 de la MÁV.

### Intermodalité
Un parking pour les véhicules y est aménagé.